# NGC 2541
NGC 2541 és una galàxia espiral no barrada situada a 24 milions d'anys llum. Es troba en el grup NGC 2841, juntament amb les galàxies NGC 2500, NGC 2537 i NGC 2552.